# Подборное (озеро)
Подборное — озеро, расположено в Увельском районе Челябинской области рядом с селом Хомутинино. Относится к гидрологическим памятникам Челябинской области. Площадь — 1,25; Максимальная глубина — 3 м.
Вокруг озера растут сосновые и березовые леса.
Вода озера Подборное отличается уникальным составом и обладает рядом лечебных свойств. В гидрокарбонатно-натриевой воде озера содержится: большое количество щелочи, титан, стронций, ванадий, железо. На дне озера обнаружены огромные запасы сапропелей (около 2 млн тонн).
Грязи озера Подборное тоже обладают целебными свойствами. Сегодня целебные факторы этого озера активно используются в медицинских целях.